# Fajozes
Fajozes ist eine Gemeinde im Nordwesten Portugals.

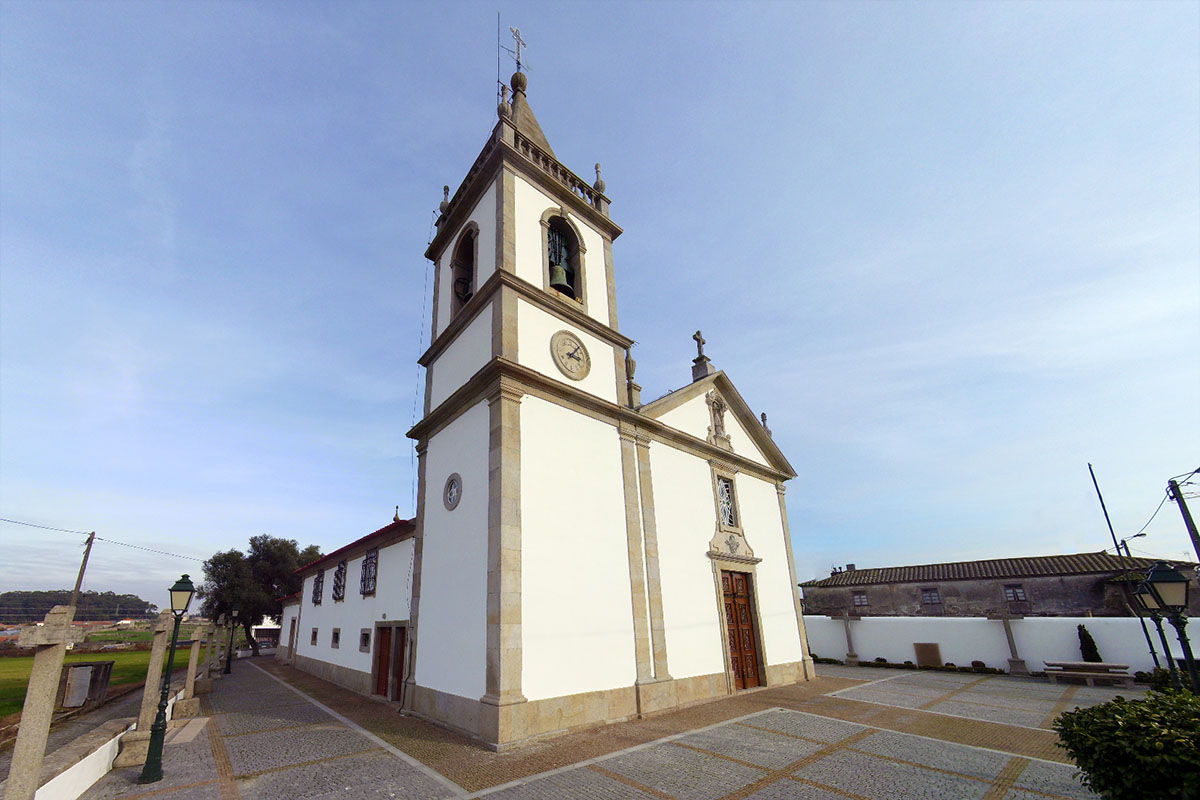
Kirche von Fajozes

Fajozes gehört zum Kreis Vila do Conde im Distrikt Porto, besitzt eine Fläche von 6,0 km² und hat 1637 Einwohner (Stand 19. April 2021).